# Nässjö (comuna)
Nässjö (em sueco: Nässjö kommun) é uma comuna da Suécia localizada no condado de Jönköping. Sua capital é a cidade de Nässjö. Possui 930 quilômetros quadrados e segundo censo de 2018, havia 31 477 habitantes.

## Localidades principais
Localidades com mais população da comuna:
- Nässjö – 18 416 habitantes
- Forserum – 2 113 habitantes
- Bodafors – 2 036 habitantes
- Malmbäck – 1 151 habitantes